# قرار مجلس الأمن التابع للأمم المتحدة رقم 202
قرار مجلس الأمن التابع للأمم المتحدة رقم 202، المعتمد في 6 مايو 1965، بعد إعادة تأكيد اقتراحات الجمعية العامة، طلب المجلس ألا تقبل أي دولة عضو إعلان الاستقلال من جانب واحد عن جنوب روديسيا، وأن تتخذ المملكة المتحدة جميع التدابير اللازمة لمنعه. كما دعا القرار إلى الإفراج عن جميع السجناء السياسيين وحرية الأحزاب السياسية في العمل. طلب المجلس أن تعمل المملكة المتحدة من أجل وضع دستور عادل ومن أجل الاستقلال المستقبلي لروديسيا الجنوبية التي تحكمها الأغلبية.
اعتمد القرار بأغلبية سبعة أصوات. امتنعت فرنسا والاتحاد السوفياتي والمملكة المتحدة والولايات المتحدة عن التصويت.